# Comunidad de aglomeración
La comunidad de aglomeración (en francés: Communauté d'agglomération) de Francia, es una entidad territorial (EPCI) de Francia, que podría definirse como un tipo de comarca administrativa intermedia entre la comunidad urbana y las comunidades de comunas (communauté de communes).
Se rige por la llamada Ley Chevènement, 99-586 de 12 de julio de 1999, y para su formación debe agrupar un mínimo de 50.000 habitantes en torno a un núcleo central de al menos 15.000 habitantes.
La comunidad de aglomeración ejerce como competencias propias las de desarrollo económico o la de dirección de transportes, entre otras, siendo su principal fuente de recursos el cobro de la tasa profesional.
En 2014, había en Francia 222 comunidades de aglomeración,  agrupando a más de 19 millones de habitantes.